# Tamarindfjäril
Tamarindfjäril, Opsiphanes tamarindi, är en fjärilsart som beskrevs av Cajetan von Felder och Rudolf Felder 1861. Tamarindfjäril ingår i släktet Opsiphanes och familjen praktfjärilar, Nymphalidae, Arten förekommer tillfälligt i Sverige. Larven lever av bananväxter och emellanåt följer fjärilar med i banantransporter till Sverige. Någon förutsättning för att de skulle reproducera sig i Sverige finns inte.

## Taxonomi
Åtta underarter finns listade i Catalogue of Life.
- Opsiphanes tamarindi cherocles Fruhstorfer, 1912
- Opsiphanes tamarindi corrosus Stichel, 1904
- Opsiphanes tamarindi kleisthenes Fruhstorfer, 1912
- Opsiphanes tamarindi mesomerista Stichel, 1925
- Opsiphanes tamarindi profana Stichel, 1936
- Opsiphanes tamarindi spadix Stichel, 1901
- Opsiphanes tamarindi terenzius Fruhstorfer, 1912
- Opsiphanes tamarindi xiphos Fruhstorfer, 1907.